# 美里三清殿
美里莲花山三清殿，又称美里三清殿，是一座位于马来西亚砂拉越美里珠巴9号路（Jalan Krokop 9），占地1.5英亩，与住宅区接壤的华人寺庙，也是东南亚最大的道教庙宇。

## 历史
寺庙始建于2000年，历时三年完工。所有的装饰与图案（包括龙和三清尊像）都是从中国进口的。